# Manuel Grases i Ribes
Manuel Grases i Ribes   (Reus, 1710 - Reus, 1784) va ser un advocat i polític català.

## Biografia
Fill de l'advocat Francesc Grases i Gralla i germà del també advocat Josep Grases i Ribes, era doctor en dret i va tenir diversos càrrecs a l'Ajuntament de Reus. El 1751 i 1752 va ser alcalde de la ciutat, i sota el seu mandat es va posar la primera pedra del Quarter de cavalleria. El 1760 era secretari de l'Ajuntament i va ser síndic procurador general els anys 1760, 1765 i 1770.
Es va casar dues vegades, la primera amb Antònia Sabater i la segona amb Bernarda Nadal, i amb les dues tingué diversos fills. Un d'ells, Manuel Grases i Nadal, va ser també síndic personer i regidor a l'Ajuntament de Reus a inicis del segle xix.